# 갑천초등학교
갑천초등학교는 대한민국 강원특별자치도 횡성군에 있는 공립 초등학교이다.

## 학교 연혁
- 1923년 11월 13일 청천공립보통학교 인가(4년제 2학급)
- 1932년 4월 1일 갑천공립보통학교로 교명변경
- 1938년 4월 1일 갑천공립심상소학교로 교명 변경
- 1941년 4월 1일 갑천공립국민학교로 교명 변경
- 1981년 3월 10일 병설유치원 개원
- 1995년 3월 1일 금성분교장 흡수
- 1996년 3월 1일 갑천초등학교로 교명 변경
- 2008년 6월 30일 체육관(웅비관) 준공
- 2016년 3월 1일 제30대 정향순 교장 취임
- 2017년 2월 10일 제91회 졸업식(졸업생 총 수 2,676명)
- 2017년 3월 1일 초등학교 4학급, 금성분교장 2학급, 유치원 1학급 편성

## 참고 자료
- 갑천초등학교 - 한국교육학술정보원 학교알리미